# Carlos Francisco de Croix
Carlos Francisco de Croix, marchese di Croix (Lilla, 1699 – Valencia, 1786), è stato un generale spagnolo.
Fu viceré della Nuova Spagna tra il 25 agosto 1766 ed il 22 settembre 1771, un periodo molto turbolento.

## Carriera militare ed arrivo in Nuova Spagna
Carlos Francisco de Croix servì l'esercito spagnolo, dove raggiunse il grado di generale. Fu comandante della guarnigione di Ceuta, uno dei possedimenti spagnoli in Africa, divenendo in seguito capitano generale della Galizia. Si trovava in Galizia quando fu nominato a capo del Vicereame della Nuova Spagna.
Ne divenne viceré nel 1766, succedendo a Joaquín de Montserrat che aveva avuto uno scontro con il visitador (ispettore) José de Gálvez. Giunse a Veracruz il 10 luglio 1766. Il passaggio di potere avvenne ad Otumba, sulla via per Città del Messico, il 23 agosto 1766, ma l'inizio del suo servizio viene solitamente datato in coincidenza dell'entrata formale a Città del Messico due giorni dopo. Il nipote, Teodoro de Croix, futuro Comandante generale delle province interne e viceré del Perù, giunse con la sua scorta col titolo di capitano della guardia del viceré.
Il suo unico principio amministrativo fu l'assoluta obbedienza al re, a cui si riferiva sempre come "mi amo" ("il mio padrone").

## Espulsione dei gesuiti
Toccò a Croix espellere i gesuiti dalla colonia (25 giugno 1767) confiscandone tutte le proprietà. In questo compito fu aiutato dal visitador, José de Gálvez. Furono usate anche truppe militari per cacciare i missionari da monasteri e collegi; gli fu permesso di andarsene con solo i vestiti che indossavano in quel momento. Furono scortati a Veracruz e deportati in Italia. Tra i gesuiti espulsi si trovavano Andrés Cavo, Francisco Javier Clavijero e Francisco Javier Alegre, famosi studiosi. Il Collegio di San Ildefonso fu chiuso.
Questi provvedimenti provocarono una ribellione, soprattutto nelle città di Guanajuato, Pátzcuaro, Valladolid ed Uruapan. Viceré e visitador trattarono duramente i ribelli, impiccandone i capi. Ordinando l'espulsione, il viceré fornì la seguente giustificazione:
A quel tempo i conflitti tra creoli e peninsulares erano solo all'inizio (i creoli erano gli europei nati in Nuova Spagna, mentre i peninsulares erano nati in Spagna). Gli scontri seguiti all'espulsione portarono all'uccisione di alcuni peninsulares ed alla distruzione delle immagini del re. Il viceré de Croix ne era a conoscenza, ed inserì questa informazione in un rapporto segreto recapitato a re Carlo III.
Il re, oltre ad espellere i gesuiti, aveva anche manifestato supporto e protezione per l'inquisizione.
Il clero secolare ed i resti di quello regolare, temendo possibili repressioni del re, iniziarono a criticare il regime durante i sermoni e negli altri atti pubblici. Il viceré prese sul serio questo comportamento, ed arrivò a minacciare punizioni per quei religiosi che si fossero immischiati in affari di governo. La sua censura arrivò a sopprimere il "Diario Literario", edito da José Antonio Alzate y Ramírez, anche se conteneva solo articoli letterari e scientifici (15 maggio 1768).

## Ultimi eventi della sua amministrazione
Gli indiani Pima e Seri ripresero la loro rivolta, ed il viceré inviò una spedizione a Sonora per sedarla (14 aprile 1767). Il visitador Gálvez si unì alla spedizione al fine di controllare quella parte di colonia. Gálvez raggiunse anche la Bassa e l'Alta California, per poter organizzare le difese contro i russi provenienti da nord.
Il 17 marzo 1768 fu creato per ordine reale un ambulatorio che prese il nome di Ospedale Reale, a Città del Messico. Il primo direttore fu Manuel Moreno, rettore dell'università di Cadice.
Josefa Ortiz de Domínguez, eroina indipendentista messicana, nacque l'8 settembre 1768 a Valladolid (Morelia).
De Croix ricevette truppe dalla Spagna per difendere la colonia dagli inglesi. I reggimenti di fanteria di Saboya, Fiandre ed Ultonia giunsero a Veracruz il 18 giugno 1768, e quelli di Zamora, Guadalajara, Castiglia e Granada giunsero in seguito. Si trattava in totale di 10 000 uomini. A causa delle bianche uniformi, queste truppe erano note con l'appellativo di blanquillos. Gli ufficiali del reggimento di Zamora organizzarono le milizie.
Apache e Comanche furono sconfitti a Nueva Vizcaya dalla milizia guidata dal capitano Bernardo de Gálvez. C'erano alcuni tafferugli nelle miniere di Guanajuato e Pachuca, a causa delle esigue paghe date ai minatori. Un alcalde mayor fu ucciso a Pachuca. De Croix convinse i proprietari delle miniere ad aumentare le paghe.
De Croix istituì la lotteria nel 1769, favorendo un cospicuo incremento del gettito fiscale. Nel 1770 si aumentarono gli sforzi nell'insegnamento dello spagnolo agli indiani, tramite la costruzione di scuole speciali. Il viceré costruì il castello di San Carlos a Perote, in onore del re. L'obbiettivo era la costruzione di ua roccaforte difensiva in caso di sbarco nemico.
Raddoppiò l'area della Alameda di Città del Messico, chiudendo al pubblico gli autodafé dell'inquisizione. Nel 1771 aprì il quarto Concilio del Messico, che si chiuse il 26 ottobre 1771 senza che le sue decisioni fossero approvate dal papa o dal Consiglio delle Indie.
Chiese di aumentare il salario del viceré da 40 000 a 60 000 pesos l'anno, richiesta accettata. Introdusse in Nuova Spagna moda e cucina francesi.
Il 18 maggio 1771 il governo spagnolo ridusse il contenuto argenteo delle monete al 7.12%.
Rinunciò al titolo di viceré il 2 settembre 1771, lasciando l'incarico ad Antonio María de Bucareli y Ursúa, per ritornare in Spagna. Al suo ritorno re Carlo III lo nominò capitano generale di Valencia, dove morì pochi anni dopo.